# Fujifilm digital Q1
La Fujifilm Digital Q1 és una càmera compacta digital anunciada per Fujifilm el novembre de 2003 per aproximadament 100 lliures.
Aquesta és la versió digital de la Fujifilm Nexia Q1, la qual tenia la mateixa forma. Quan va sortir al mercat es va descriure com una càmera econòmica per a principiants o la primera càmera per als nens.

## Característiques
La Fujifilm digital Q1 incorpora un sensor d'imatge CCD d'1/2 polzades amb 1,98 megapíxels i un objectiu de 46mm f/3.5 amb una distància mínima d'enfocament de 120 centímetres en mode normal o 60 centímetres en mode macro. També té l'opció de gravar vídeo amb una resolució de QVGA (320x240) a 12-15 fps.
A l'incorporar un objectiu fix, aquest model no disposa de zoom òptic, però incorpora un zoom digital 4x.
A la part posterior incorpora una pantalla TFT d'1,5 polzades amb 62.000 píxels, mentre que a la part davantera hi ha l'objectiu i el flaix.

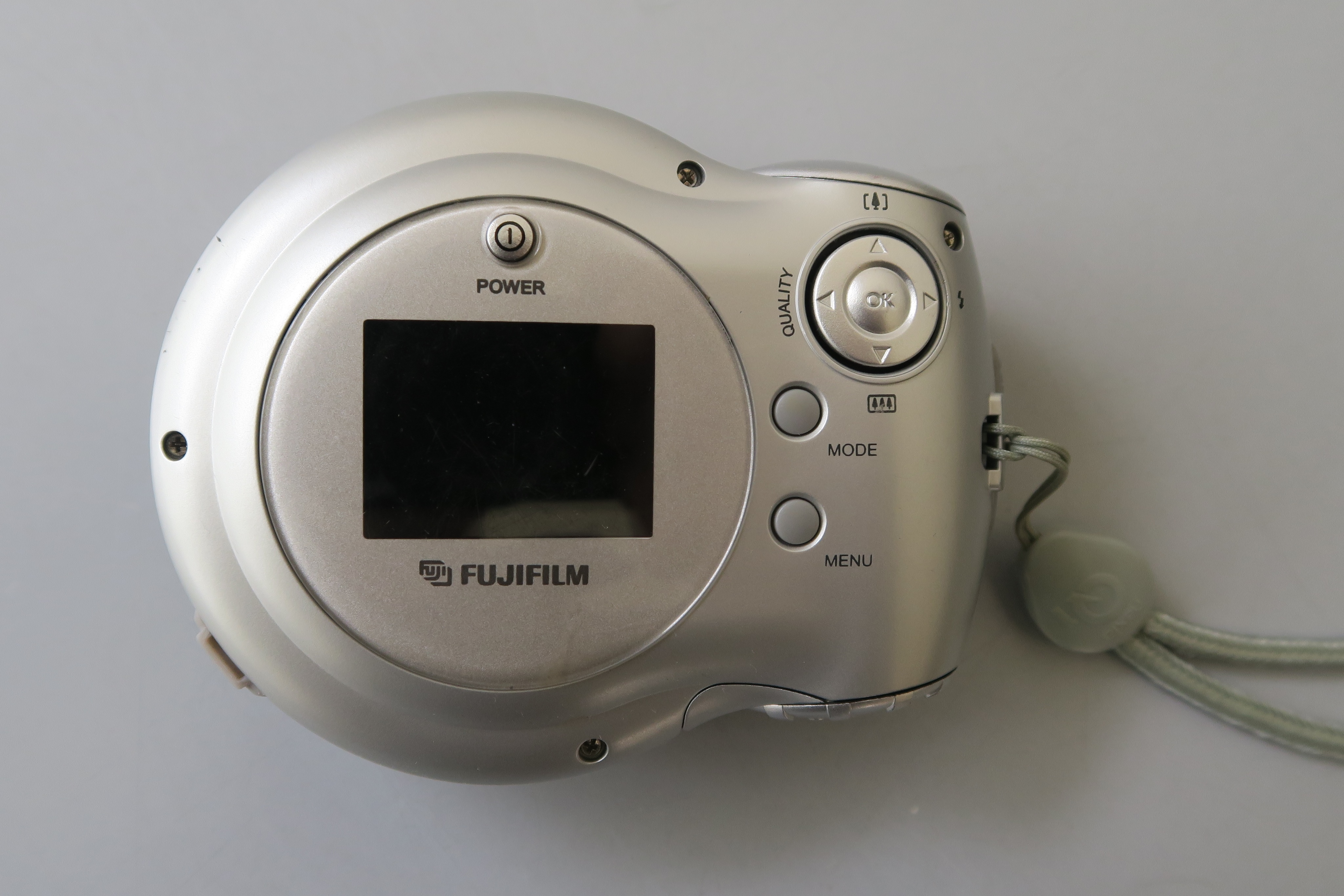
Pantalla i botons de la Fujifilm Q1

La gravació de les imatges i vídeos es poden fer als 8 Mb de memòria interna o a la targeta de memòria tipus XD-picture. Per poder funcionar necessita dues piles doble A.
També es pot utilitzar com a càmera web a través del port USB.

## Versions
El 2004 Fujifilm va presentar la Q1 3M, la qual té les mateixes especificacions que la Q1, però en aquest cas incorpora un sensor de 3,1 megapíxels.
El 2005, es va presentar la Q1 4.0 IR, era la mateixa càmera, però amb 4 megapíxels, una memòria interna de 16 Mb i un port infraroig, per poder enviar les fotos a la impressora Pivi P100 de Fujifilm, encara que les imatges es redueixen a 640x480 píxels quan s'usa aquesta funció. Aquest model només es va vendre al Japó.